# Alexis Ayala
David Alexis Ayala Padró (San Francisco, California, 9 de agosto de 1965) conocido como Alexis Ayala, es un actor y productor mexicano, nacido en Estados Unidos.

## Biografía
En el cine participó de las películas En peligro de muerte (1987) y Esclavo y amo. 
En el año 2004 trabajó en la producción Amarte es mi pecado al lado de Yadhira Carrillo y Sergio Sendel, interpretando el rol de Leonardo Muñoz.
En el año 2005 forma parte de la telenovela Contra viento y marea.
Entre el 2005 y 2006 interpreta al villano Federico Gómez dentro del melodrama Barrera de amor, última producción de Ernesto Alonso, protagonizada por Yadhira Carrillo y Sergio Reynoso.
En 2007 estuvo en la telenovela Yo amo a Juan Querendón, junto a Mayrín Villanueva.
En 2009 actuó, produjo y dirigió la serie de televisión mexicana El Pantera protagonizada por Luis Roberto Guzmán, y en noviembre de ese año participó en la obra de teatro Un amante a la medida protagonizada y producida por William Levy.
En el periodo 2010-2011 actúa en la telenovela Llena de amor como Lorenzo Porta-López.
En 2012 actúa en la telenovela Abismo de pasión como Edmundo Tovar.
En 2013 actúa en la telenovela  Lo que la vida me robó como Ezequiel Basurto.
En 2014 trabaja en la telenovela La sombra del pasado, versión de El manantial donde dio vida a Severiano Mendoza junto a Michelle Renaud y Pablo Lyle.
En 2016 actúa en las telenovelas Corazón que miente donde interpreta a un sacerdote, y en Mujeres de negro como Julio Zamora.
Tras un año de descanso, sería convocado para encarnar al malvado Darío Iriarte en Hijas de la luna (2018).
En ese mismo año, hizo una participación especial en la telenovela Amar a muerte, interpretando a León Carvajal, nuevamente con Angelique Boyer.
En 2020, participó como antagonista en la telenovela Quererlo todo quien encarna a Artemio Cabrera, nuevamente con Michelle Renaud y Danilo Carrera.
En 2021, también participó en la telenovela Si nos dejan, quien da vida a Sergio Carranza, al lado de Mayrín Villanueva.
El 2 de agosto del 2014, y tras una larga relación, contrajo matrimonio con la actriz Fernanda López en una ceremonia íntima celebrada en Acapulco de quien se divorcio en febrero de 2021 De 1994 a 1995 estuvo casado con la fallecida actriz Karla Álvarez.
El 11 de junio de 2023, se volvió a casar, esta vez con su prometida, Cinthia Aparicio.
El lunes 7 de julio del 2025 se confirmó su participación en el reality "La casa de los famosos Mexico".

## Trayectoria

### Telenovelas
| Año       | Título                    | Personaje                                  |
| --------- | ------------------------- | ------------------------------------------ |
| 1989-1990 | Cuando llega el amor      | Nicolás                                    |
| 1990      | Mi pequeña soledad        | Jorge "Coque" Abascal                      |
| 1990-1991 | En carne propia           | Alejandro Tamaris                          |
| 1991      | Cadenas de amargura       | Víctor Medina Blanco                       |
| 1991      | La pícara soñadora        | Carlos Pérez                               |
| 1992      | Baila conmigo             | Tomás de La Reguera                        |
| 1993      | Los parientes pobres      | Bernardo Ávila                             |
| 1994-1995 | Agujetas de color de rosa | Julián Ledesma                             |
| 1996      | Confidente de secundaria  | Quico Rosales                              |
| 1997-1998 | Huracán                   | Raimundo Villareal                         |
| 1999-2000 | Cuento de Navidad         | Invitado                                   |
| 1999-2000 | Tres mujeres              | Daniel Subiri Sánchez                      |
| 2000      | ¡Amigos x siempre!        | Manuel Ruiz Sandoval                       |
| 2000-2001 | Carita de ángel           | Leonardo Larios                            |
| 2001      | Atrévete a olvidarme      | Manuel Soto                                |
| 2002-2003 | Así son ellas             | Diego Montejo                              |
| 2004      | Amarte es mi pecado       | Leonardo Muñoz de Santiago                 |
| 2005      | Contra viento y marea     | Ricardo Sandoval                           |
| 2005-2006 | Barrera de amor           | Federico Gómez                             |
| 2007-2008 | Yo amo a Juan Querendón   | César Luis Farell Carballo / Sandro Arenas |
| 2008-2009 | Juro que te amo           | Justino Fregoso                            |
| 2010-2011 | Llena de amor             | Lorenzo Porta-López                        |
| 2012      | Abismo de pasión          | Edmundo Tovar                              |
| 2013-2014 | Lo que la vida me robó    | Ezequiel Basurto                           |
| 2014-2015 | La sombra del pasado      | Severiano Mendoza                          |
| 2016      | Corazón que miente        | Padre Daniel Ferrer Bilbatúa               |
| 2016      | Mujeres de negro          | Julio Zamora Aldama                        |
| 2018      | Hijas de la luna          | Darío Iriarte                              |
| 2018-2019 | Amar a muerte             | León Gustavo Carvajal Torres               |
| 2020-2021 | Quererlo todo             | Artemio Cabrera                            |
| 2021      | Si nos dejan              | Sergio Carranza                            |
| 2022      | Vencer la ausencia        | Braulio Dueñas                             |
| 2023      | Pienso en ti              | Federico Pérez                             |
| 2024      | La historia de Juana      | Rogelio Fuenmayor                          |

### Programas
- La casa de los famosos México (2025) - Participante[9]
- Papá soltero (2025) - Papadrino[10]
- Lalola (2024) - Claudio Aguirre[11]
- El gallo de oro (2023) - Enrique
- El príncipe del barrio (2023) - Invitado[12]
- Relatos Macabrones (2020)
- Esta historia me suena (2019) - Adrián
- Un minuto para ganar VIP (2018)
- La rosa de Guadalupe (programa 1000) (2017) - La Hermana Bastarda - Reynaldo
- Nosotros los guapos (2017) - Gerente del Supermercado
- Gossip Girl Acapulco (2013) - Emiliano Zaga
- Todo incluido (2013)
- La familia P. Luche (2012) - Arsenio Rubidio
- Gritos de muerte y libertad (2010) - Miguel Domínguez
- Tiempo final (2009)
- El Pantera (2009) - Comandante Orozco
- Mujeres asesinas (2008) - Sr. Carlos Ocampo
- Big Brother (2004) - Participante
- XHDRBZ (2003) - Invitado
- La Hora Pico (2001) - Invitado
- Hotel Paraiso (1997) - Enrique
- Mujer, casos de la vida real (1996-2001)
- La telaraña (1992). Julián[13]

### Cine
- No voy a pedirle a nadie que me crea (2013) - El licenciado
- Santiago Apóstol (2016) - Brujo Hermogenes
- Me late chocolate (2013) - Ricardo
- From Prada to Nada (2011) - Gabriel Dominguez Sr.
- Slaughter Weekend (2010) - Toby
- Cabeza de Buda (2009) - Invitado 1
- Divina confusión (2008) - Jano
- Mejor es que Gabriela no se muera (2007)
- La última noche (2005) - Cirujano
- Cero y van cuatro (2004) - Jorge Villalobos
- Fantasias (2003) - Antonio
- Esclavo y amo (2003) - Benjamín Solero
- Drogadicto (2000)
- Texana cien X #5 (2000) - Chava Ventura
- ¡Engañame!, si quieres (1998) - Ricardo
- Las cosas simples (1993)
- En peligro de muerte (1988)

### Teatro
- Un amante a la medida (2009)
- Divorciémonos, mi amor (2011-2015)
- El jorobado de Notre Dame (2012)
- Una noche de pasión (2012-2013)

### Videografía
| Año  | Tema                   | Artista | Notas |
| ---- | ---------------------- | ------- | ----- |
| 1993 | «Detrás de mi ventana» | Yuri    | Actor |

## Premios y nominaciones

### Premios TVyNovelas
| Año  | Categoría                  | Telenovela                | Resultado |
| ---- | -------------------------- | ------------------------- | --------- |
| 2019 | Mejor villano              | Hijas de la luna          | Nominado  |
| 2019 | Mejor primer actor         | Amar a muerte             | Ganador   |
| 2017 | Mejor primer actor         | Corazón que miente        | Nominado  |
| 2016 | Mejor actor antagónico     | La sombra del pasado      | Nominado  |
| 2015 | Mejor actor antagónico     | Lo que la vida me robó    | Nominado  |
| 2011 | Mejor actor antagónico     | Llena de amor             | Nominado  |
| 2009 | Mejor actor antagónico     | Juro que te amo           | Nominado  |
| 2004 | Mejor actor de reparto     | Amarte es mi pecado       | Nominado  |
| 1995 | Mejor actor juvenil        | Agujetas de color de rosa | Nominado  |
| 1993 | Mejor revelación masculina | Baila conmigo             | Nominado  |

| Año  | Categoría                   | Serie      | Resultado |
| ---- | --------------------------- | ---------- | --------- |
| 2010 | Mejor serie hecha en México | El Pantera | Nominado  |
| 2009 | Mejor serie hecha en México | El Pantera | Nominado  |
| 2008 | Mejor serie hecha en México | El Pantera | Nominado  |

### People en Español
| Año  | Categoría         | Serie      | Resultado |
| ---- | ----------------- | ---------- | --------- |
| 2010 | Mejor Serie de TV | El Pantera | Nominado  |
| 2009 | Mejor Serie de TV | El Pantera | Nominado  |

### Premios Eres
| Año  | Categoría                   | Serie               | Resultado |
| ---- | --------------------------- | ------------------- | --------- |
| 1993 | Mejor actor coestelar       | Baila conmigo       | Ganador   |
| 1992 | Mejor actor coestelar joven | Cadenas de amargura | Ganador   |